# 调节基因

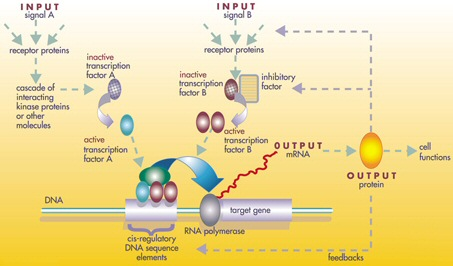
基因调控通道

调节基因是指用来控制一个或多个其他基因表达的基因。调控序列用于给调节基因编码，通常在转录起始点的5′端。
在原核生物中，调节基因通常用于编码抑制蛋白。阻遏蛋白与operators或启动子结合，阻止RNA聚合酶转录RNA 。